# Воронцов, Иван Илларионович
Граф (с 1760) Иван Илларионович Воронцов (1719—1786) — сенатор, действительный камергер, президент Вотчинной коллегии в Москве, брат канцлера М. И. Воронцова и генерал-аншефа Р. И. Воронцова; дядя княгини Е. Р. Дашковой; был женат на дочери знаменитого кабинет-министра Артемия Волынского, казнённого при Анне Иоанновне.

## Биография
Младший сын Иллариона Гавриловича Воронцова от брака его с Анной Григорьевной Масловой. В ноябре 1741 года его старший брат Михаил Илларионович (1714—1767) участвовал в дворцовом перевороте в пользу дочери Петра Елизаветы. Переворот послужил невиданному возвышению братьев Воронцовых. Через несколько лет Михаил Воронцов станет государственным канцлером, Роман (1707—1783) — генерал-аншефом, младший Иван получает чин поручика Преображенского лейб-гвардейского полка.
Императрица Елизавета выдала за Ивана Илларионовича свою троюродную сестру Марию Волынскую, возвращённую из монастыря. Она была дочерью кабинет-министра Артемия Петровича Волынского и Александры Львовны Нарышкиной, родной племянницы царицы Натальи Кирилловны, двоюродной сестры Петра Великого. Волынский в 1740 году сложил голову на плахе.
Этот брак принес Воронцову значительное приданое и родство с царским домом. Императрица в день свадьбы Воронцова вернула молодоженам родовое имение Волынских — Вороново.
В 1753 году Иван Воронцов, получил чин капитана Преображенского полка, через два года пожалован придворным чином камер-юнкера при великом князе Петре Фёдоровиче. В 1760 году возведён, по ходатайству императрицы, в графское достоинство Священной Римской империи. При вступлении на престол, Пётр III пожаловал Ивану Илларионовичу чин генерал-поручика. Когда на престол взошла принцесса Ангальт-Цербстская, в православии Екатерина Алексеевна, воспользовавшись манифестом о вольности дворянства, Иван Воронцов подал в отставку.
Выдя в отставку, Иван Илларионович поселился с семьёй в Воронове, где занялся обустройством усадьбы. По проекту архитектора Карла Бланка были выстроены усадебный дом, Спасская церковь в стиле барокко и Голландский домик по типу бюргерских домов XVI века, чрезвычайно модных в то время. В 1775 году Екатерина II, возвращаясь из Каширы, посетила усадьбу Вороново. В память о посещении в усадьбе на главной аллее парка за прудом были поставлены каменные обелиски.
В 1780 году сменил Евгения Амилахорова на посту президента Вотчинной коллегии.
Иван Илларионович Воронцов скончался в 1786 году и был погребён в усадьбе Вороново.

## Имения
Многочисленные имения Воронцова были в разных губерниях и уездах России. Самым ценным, он считал подмосковное Вороново, приданое жены. Его основное внимание было поглощено обустройством именно этой усадьбы.
- Усадьба Вороново. Усадьба создана во второй половине XVIII в. Строительство вёл московский архитектор К. Бланк. По прошению Воронцова из Московской Духовной Консистории 15 апреля 1752 года послан указ о разрешении вместо ветхой деревянной церкви построить новую. Был выстроен каменный храм во имя Спаса Нерукотворенного Образа с приделами Св. великомученика Артемия и Св. Марии Египетской. К 1762 году каменная церковь с двумя пределами была построена. Затем по заказу сына Артемия Ивановича Воронцова, по проекту архитектора Н.Львова в конце XVIII в. был построен дом-дворец. Ансамбль усадьбы был окончательно завершён к 1800 году, когда имение перешло к московскому губернатору Ф. В. Растопчину. В 1812 г. через Вороново проходили русские войска, направлявшиеся к Тарутинскому лагерю, в усадьбе некоторое время помещался штаб М. И. Кутузова. Растопчин при отступлении поджег собственную усадьбу, дом и конный двор согрели. Дом затем неоднократно перестраивался, последний раз был капитально переделан в 1849 г. и утратил первоначальный вид. От усадьбы сохранились только церковь с колокольней, парк с павильоном и угловая круглая башня конного двора, перестроенного в XIX в. Сохранившийся усадебный парк относится к лучшим образцам садово-паркового искусства XVIII в. Свитино входило в состав большого имения графов Воронцовых с центром в усадьбе Вороново. На средства выделенные графом Иваном Илларионовичем Воронцовым в 1779 завершена постройка православной церкви Успения Пресвятой Богородицы в Свитино. Уцелела только колокольня, ныне заброшенная.
- Усадьба Белкино, расположена на территории Боровского района Калужской области, примыкает к северной окраине Обнинска. В 1761 году Белкино перешло во владение графа Воронцова. Автор проекта усадьбы документально не известен. Но есть предположение, что это Карл Бланк (1728—1793). Храм в честь святых Бориса и Глеба был освящён 13 июля 1773 года. Храм имел достаточно типичную для той эпохи планировку с продольной ориентацией. С востока двухсветная прямоугольная алтарная абсида, в центре купол «восьмерик на четверике», с запада — трапезная и устремлённая вверх трёхъярусная колокольня, увенчанная высоким шпилем. Недалеко от церкви, на возвышенном месте, Воронцов начинает возводить трёхэтажный каменный дом. Белкинский особняк относился к числу характерных памятников раннего классицизма. В планировке парка гармонично сочетались регулярная и пейзажная части. Правый склон оврага, спускающийся к пруду, был террасирован, и на каждой из трёх пологих ступенек-террас были устроены небольшие искусственные пруды. Они образовали грандиозный живописный каскад — важнейший композиционный элемент усадебного зодчества того периода. На террасах Воронцов разбил регулярный липовый парк.
- Усадьба Батыево Ивановская область. Основана графом Воронцовым между 1770 и 1790 годами. Находится в ныне несуществующем селе Батыеве на границе Владимирской и Костромской губерний в их старых границах. Сегодня те места в составе Ивановской области с 1918 года. От этого периода до настоящего времени сохранился обширный дом в стиле классицизма. Перед главным домом был разбит партер, посажен липовый парк, липовые и берёзовые аллеи. В селе Филисово в 1766 году была построена церковь Божьей Матери Введения во храм, каменная, летняя, с каменною колокольнею и оградою. К настоящему времени сохранилась колокольня и зимняя церковь, возведённая в 1807 г. Авторство как главного дома в Батыево, так и колокольни в Филисово неизвестно. Но ряд обстоятельств выдвигает Карла Ивановича Бланка. И. И. Воронцов часто прибегал к услугам К. Бланка, другой усадебный дом И. И. Воронцова, в Белкино, в авторстве которого специалисты подозревают также архитектора К. Бланка, являлся практически копией батыевского дома. Усадьба Воронцовых в Батыеве, национализированная вскоре после революционного 1917 года, в итоге превратилась в сельскую школу, которая просуществовала примерно до 1986 года. Далее главный дом усадьбы охранялся сельской администрацией до начала 2000-х годов и постепенно был заброшен. В 2005 году его приобрёл ивановский предприниматель Смирнов А. А.

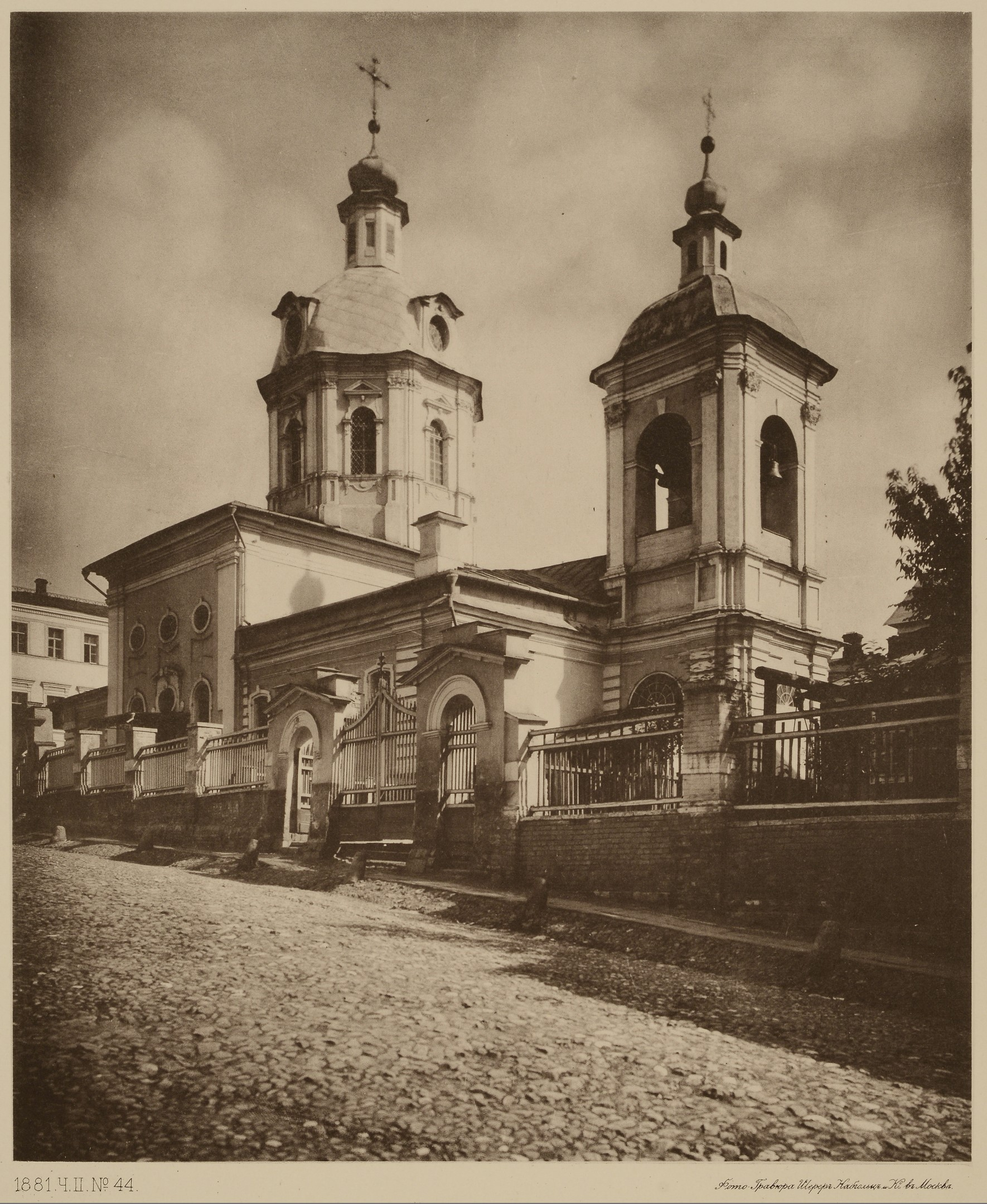
Церковь Николы в Звонарях рядом с усадьбой И. И. Воронцова на Рождественке

- Усадьба Богородское в селе Капцево Ростовского уезда Ярославской губернии.[1] Церковь Николы в Звонарях рядом с усадьбой И. И. Воронцова на РождественкеНыне с. Капцево находится на территории Ильинского района Ивановской области. Усадьба Богородское — самая древняя из известных вотчин Воронцовых. Она была приобретена ростовским воеводой Ларионом Гавриловичем Воронцовым у стольника И. А. Нарбекова в 1694 году и окружающие её земли назывались Богородской лесной дачей. Ларион Вороноцов жил здесь до самой своей смерти в 1750 году. После смерти Лариона Гавриловича село унаследовал младший из его сыновей — Иван Илларионович Воронцов. В дальнейшем усадьба принадлежала ветви Воронцовых, получившей прибавку Дашковы (Воронцовы-Дашковы).
- Усадьба Киово. Дочь Волынского — Елена Васильевна Урусова заложила село графу Ивану Илларионовичу Воронцову. Взамен старой, деревянной церкви, он строит в 1763—1769 г. церковь каменную — во имя Спаса Нерукотворного Образа, двухэтажную с одним крестом и колокольней. По своей композиции и деталям декоративного убранства Спасская церковь относится к новому виду храмов. В начале XIX века в нижнем этаже Спасской церкви в Киове был устроен тёплый придел святых равноапостольных Константина и Елены. Недалеко от церкви, вероятно, на месте старых боярских хором, И. И. Воронцов возводит новый каменный дом на случай своего приезда в Киово. Сведений о его облике не сохранилось.
- Усадьба Воронцовых в Москве (ныне Московский архитектурный институт). В конце XVII — начале XVIII столетия вся территория от Рождественки до Неглинного проезда принадлежала кабинет-министру А. П. Волынскому, а от него перешла к графу Ивану Илларионовичу Воронцову. Граф перестроил усадьбу в 1770-х по проекту архитектора К. И. Бланка, и превратил её территорию во французский сад с оранжереями, фонтанами и прудами. После Воронцова усадьбой владел издатель Платон Бекетов, а после него здесь были только учебные заведения.
- Храм Святителя Николая Чудотворца в Звонарях. Церковь возведена по приказу Екатерины II на средства владельца соседней усадьбы графа И. И. Воронцова по проекту архитектора К. И. Бланка. Здание удачно соединяло в себе классическую основу с русскими традициями, сочетая компактную купольную композицию с крестообразным внутренним пространством.
- Усадьба Воронцовых (впоследствии Раевских) на Петровке. Усадьба построена в XVIII веке, принадлежала графу И. И. Воронцову. Центральное здание многократно перестраивалось, последний раз в 1951 году. Боковые флигели перестроены в XIX веке. В настоящее время центральное здание отдано Генеральной прокуратуре Российской Федерации. В левом флигеле располагается музей истории ГУЛАГа.
- Воронцовка Тамбовская область. Имение Воронцово ведёт своё начало с 1779 года, когда земли эти были подарены генерал-поручику Ивану Илларионовичу Воронцову. В 1780 году он передал их во владение своему сыну Артемию Ивановичу. Он пригласил в своё имение архитектора из Петербурга Мельникова, который перестроил старый дом, сделал его изящным двухэтажным особняком с колоннадой. Граф разбил сады, цветники, тенистый парк, искусственные пруды. В имении было несколько плодовых садов, построены оранжереи. Мельников же возвёл в имении церковь, при которой была открыта приходская школа для детей. В XVIII веке это была лучшая дворянская усадьба в Тамбовской губернии. В XIX веке (по описаниям) барский дом был очень красив. Две галереи соединяли его с двумя флигелями, а третья галерея вела к ягодникам. На противоположной от входа стороне дома был большой балкон, с которого открывался прекрасный вид на пойму Цны.

## Семья
Жена — Мария Артемьевна Волынская (19.03.1725—17.11.1792), после казни отца и конфискации его громадного состояния, в 15 лет была пострижена в монахини под именем Мариамна в Енисейском Рождественском монастыре, а её старшая сестра Анна — в Иркутском Знаменском монастыре. Но ссылка их продолжалась недолго, в 1742 году императрица Елизавета Петровна сняла со своих троюродных сестёр монашеский чин, после чего они были отпущены на жительство в Москву, причем им была возвращена самая незначительная часть имущества их отца. Анна Артемьевна вскоре вышла замуж за графа Андрея Симоновича Гендрикова (1715—1748), Мария же, по некоторым сведениям, оставалась ещё некоторое время монахиней в одном из Киевских монастырей. Внешне была «не красавица и не дурна, но перед прочими невестами весьма богата». К ней сватались сыновья графини А. И. Чернышёвой, князья А. М. и Д. М. Голицыны, в 1745 году императрица хотела выдать её замуж за П. А. Румянцева, но все получили отказ. Позднее она вступила в супружество с Воронцовым. Скончалась в Москве, похоронена рядом с мужем в селе Вороново. В браке было пятеро детей:
- Артемий Иванович (1748—1813), служил в лейб-гвардии Конном полку, действительный тайный советник, сенатор, действительный камергер, крестный отец А. С. Пушкина, был женат на Прасковье Фёдоровне Квашниной-Самариной (1750—1797) и имел четырёх дочерей.
- Анна Ивановна (12.10.1750—05.05.1807), была замужем за генерал-майором Василием Сергеевичем Нарышкиным (1740—1800).
- Евдокия (Авдотья) Ивановна (27.02.1755—1824), замужем не была, умерла от гангрены, после смерти оставила своё поместье крестьянам.
- Илларион Иванович (09.09.1760—30.03.1790), камер-юнкер, был женат на Ирине Ивановне Измайловой (1768—1848), их сын Иван (1790—1854), обер-церемониймейстер при дворе императора Николая I (1789 г.); после смерти последнего из рода князей Дашковых, с соизволения императора Александра I, в 1807 году стал называться графом Воронцовым-Дашковым.
- Ульяна Ивановна (1767—ум. в дет.)

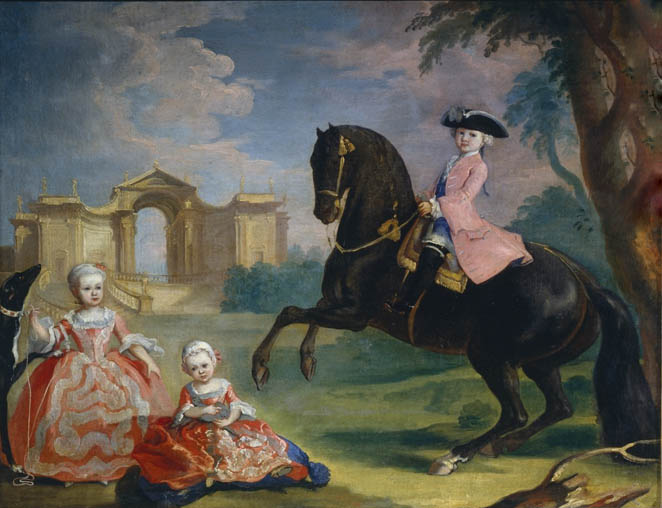
Артемий, Анна и Евдокия Воронцовы. Художник Преннер, 1755 год
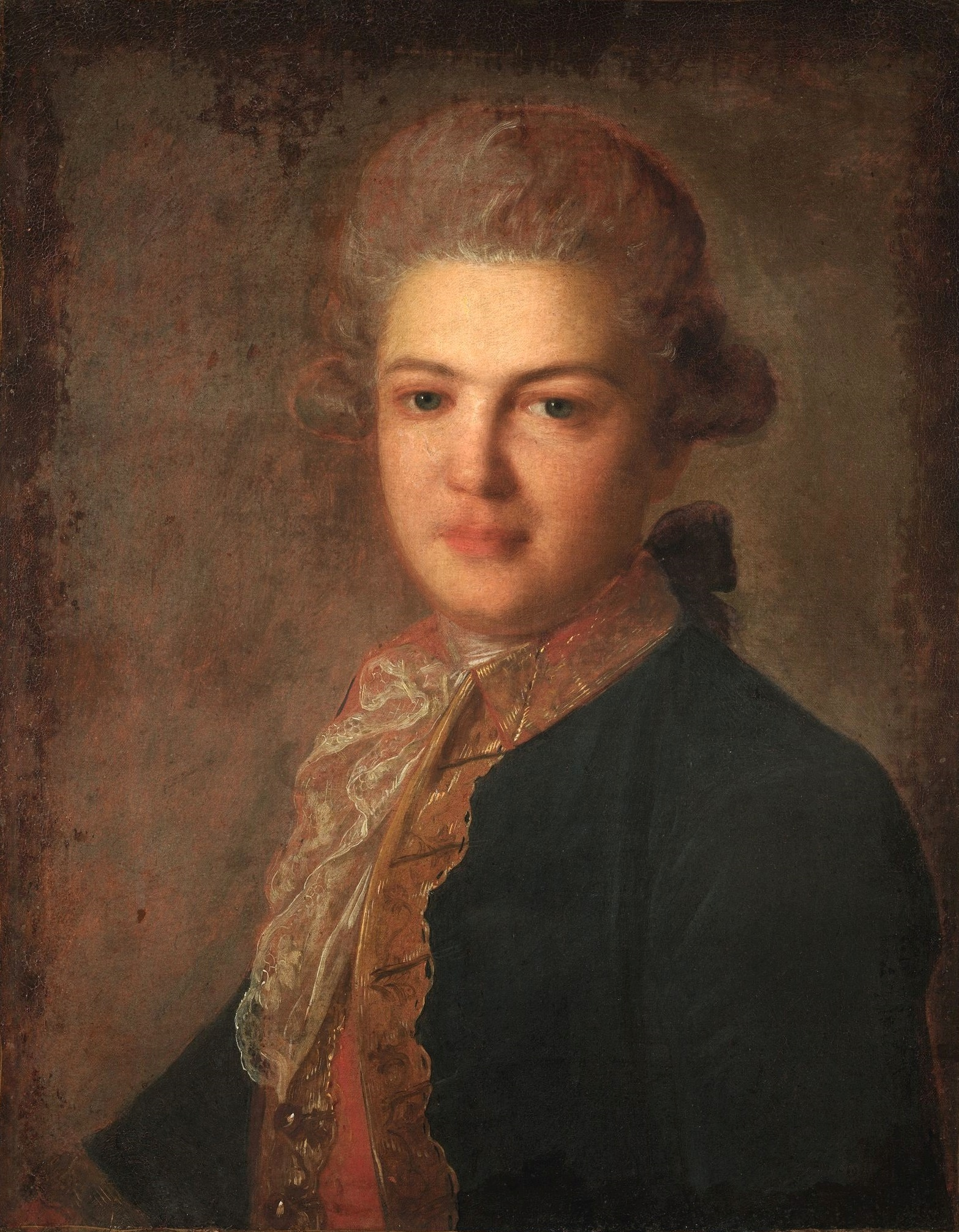
Артемий Воронцов, сын
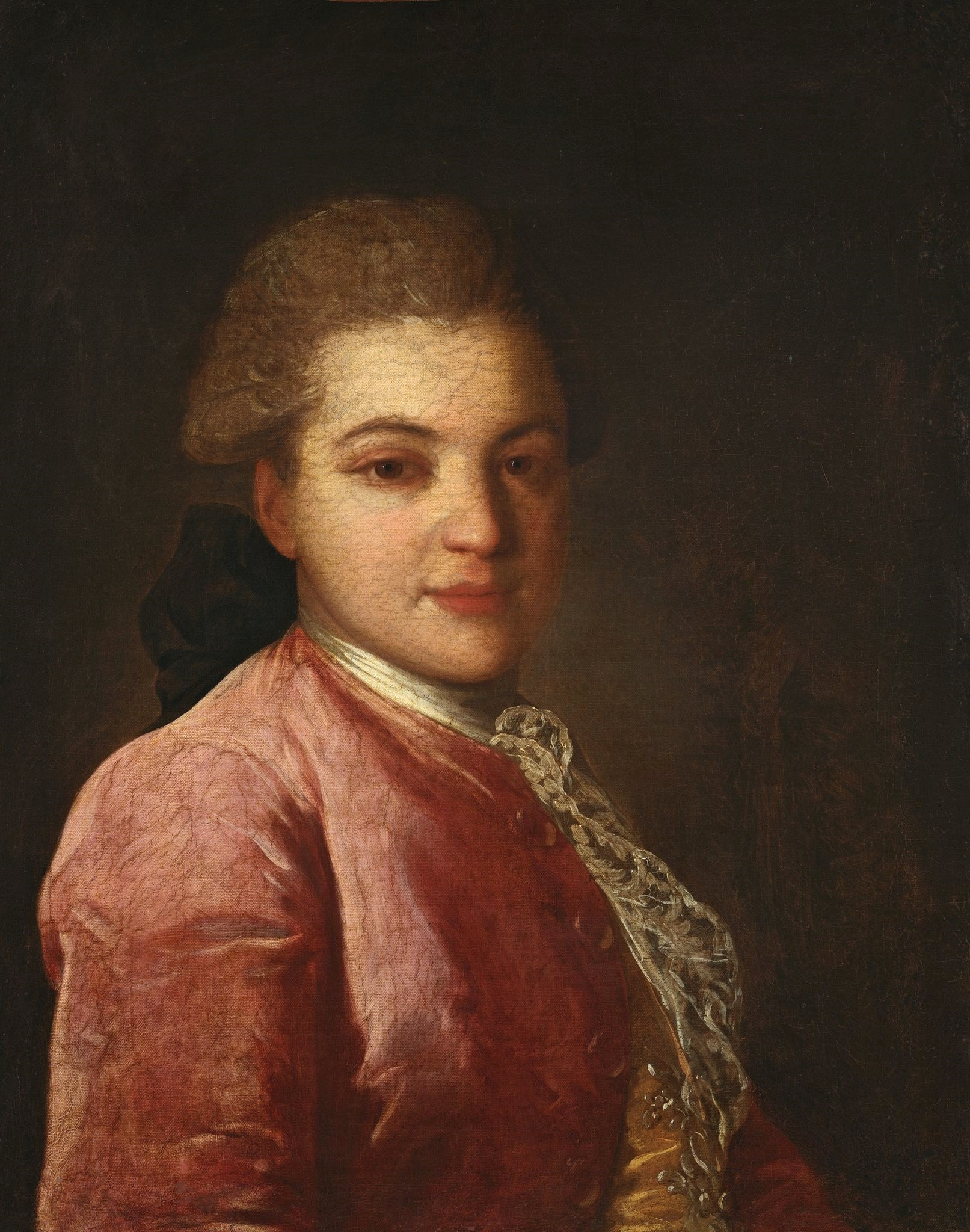
Илларион Воронцов, сын
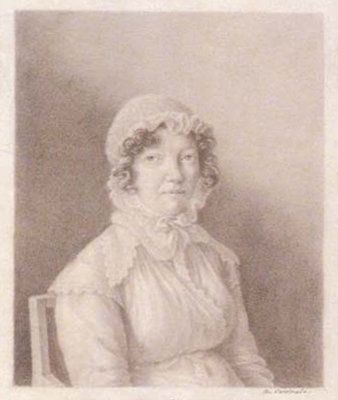
Евдокия Воронцова, дочь